# Irving Saladino
Irving Jahir Saladino Arana (Colón, 23 januari 1983) is een Panamese voormalige verspringer. Hij werd olympisch en wereldkampioen in deze discipline en is zowel in- als outdoor Zuid-Amerikaans recordhouder.

## Biografie

### Begin carrière
In 2002 behaalde Saladino op de wereldkampioenschappen voor junioren in Kingston (Jamaica) met 7,30 m de finale niet. In 2003 won hij op het Zuid-Amerikaans kampioenschap in Barquisimeto met 7,46 een bronzen medaille. Op de Olympische Spelen van 2004 strandde hij met 7,42 in de voorrondes. Wel sprong hij dat jaar voor het eerst verder dan 8 meter.
Op de wereldindoorkampioenschappen van 2006 in Moskou werd Saladino tweede met een Zuid-Amerikaans indoorrecord van 8,29 achter de Ghanees Ignisious Gaisah (8,30) en voor de tot Italiaan genaturaliseerde Amerikaan Andrew Howe (8,16). In 2006 won hij vijf van de zes Golden League wedstrijden op hetzelfde onderdeel, waarmee hij in totaal 83.333 dollar verdiende. Met een sprong van 8,56 verbrak hij in mei 2006 ook het Zuid-Amerikaanse outdoorrecord. Dit was tevens de beste wereldjaarprestatie van 2006.

### Wereldkampioen
Op 13 mei 2007 won Saladino de Grande Premio Brasil Caixa de Atletismo in Rio de Janeiro. Dertien dagen daarna zegevierde hij met een vertesprong van 8,53 ook tijdens de FBK Games. Zijn grootste overwinning boekte hij echter later dat jaar op de wereldkampioenschappen in Osaka. Hij won er op spectaculaire wijze de verspringfinale. Lang ging hij aan de leiding met een sprong van 8,46, totdat Andrew Howe met zijn laatste sprong tot 8,47 kwam, een Italiaans record. Met nog één poging te gaan vloog Saladino vervolgens naar een nieuw persoonlijk en Zuid-Amerikaans record van 8,57 en won daarmee als eerste Panamees in de historie een gouden medaille op een groot atletiektoernooi.

### Olympisch goud
Nadat hij in het begin van het jaar de wereldindoorkampioenschappen in Valencia wegens een blessure nog aan zich voorbij had moeten laten gaan, stelde Saladino op 24 mei 2008 in Hengelo nadrukkelijk zijn kandidatuur voor olympisch goud door tijdens de FBK Games met een toegestane rugwind van +1,2 m/s naar 8,73 te springen, een verbetering van zijn PR uit 2007 met 16 centimeter. Bovendien schaarde hij zich met deze prestatie bij de zeven beste verspringers ooit. Opmerkelijk detail is, dat de verspringbak in Hengelo was aangepast na Saladino's opmerking van het jaar ervoor: "als de bak langer was zou ik nog verder hebben gesprongen". De afzetbalk was als reactie hierop door de organisatie nu twee meter naar voren geplaatst. Op de Olympische Spelen van 2008 in Peking won hij een gouden medaille bij het verspringen. Met een beste poging van 8,34 versloeg hij de Zuid-Afrikaan Khotso Mokoena (zilver; 8,24) en de Cubaan Ibrahim Camejo (brons; 8,20).

### Teleurstellingen

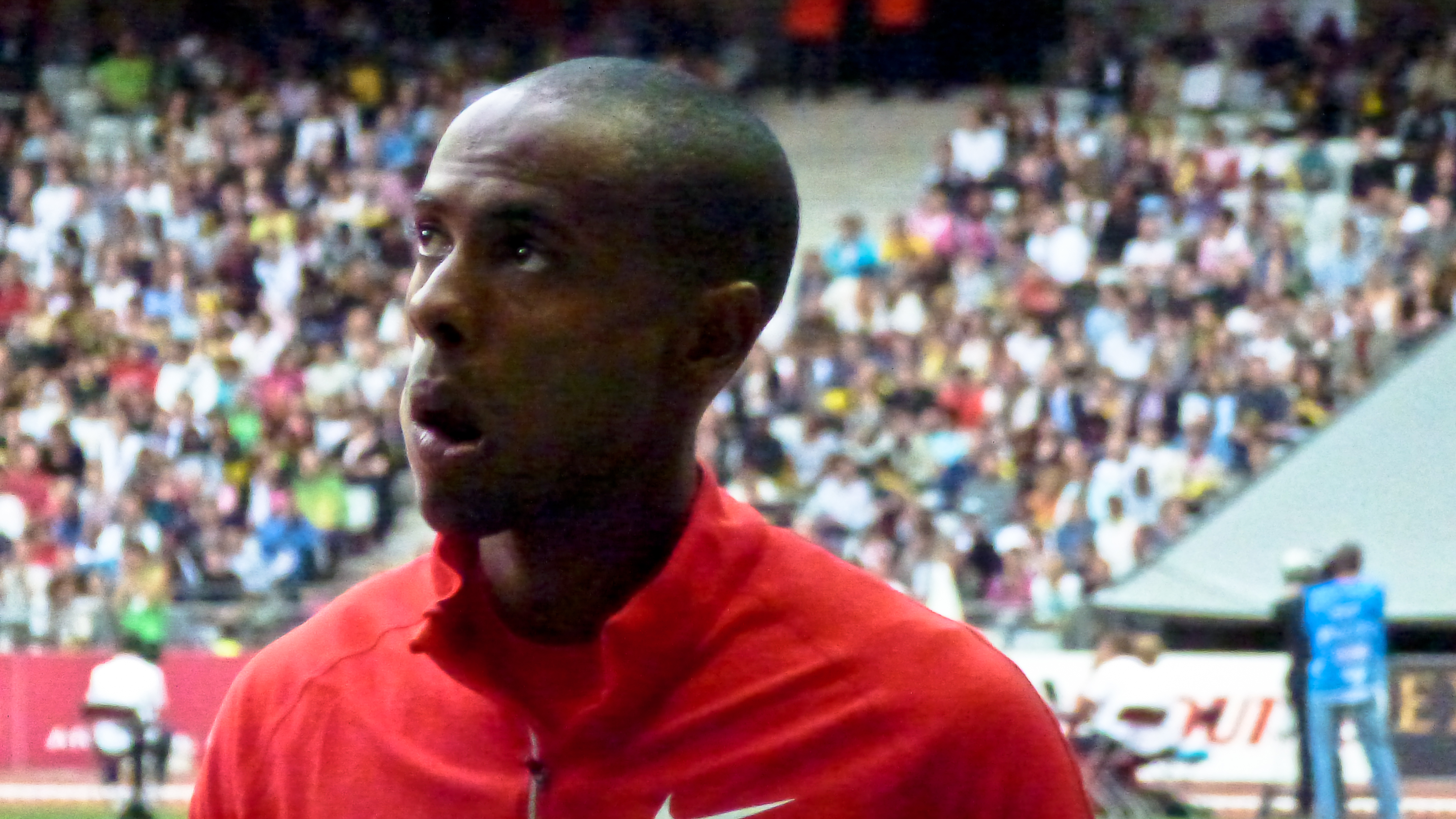
Tijdens de Meeting Areva in 2011

Ook in het jaar 2009 liet Saladino zien goed in vorm te zijn: tijdens de Prefontaine Classic in Eugene sprong hij 8,63, waar hij wel Dwight Phillips voor zich moest dulden, die 8,74 sprong. Tijdens de WK van Berlijn later in het jaar kwam Saladino in de finale ondanks zijn vorm niet tot een geldige sprong. In de jaren daarna kon Saladino zich niet bewijzen tijdens grote toernooien. Bij de WK indoor van 2010 in Doha kwam hij met een sprong van 7,80 niet door de kwalificaties. Wel won hij vrij gemakkelijk de Centraal-Amerikaanse Spelen met een sprong van 8,19. Op de WK in Daegu een jaar later sneuvelde Saladino in de voorrondes, waar hij 7,84 sprong. Op de Olympische Spelen van 2012 in Londen mocht Saladino de vlag van Panama dragen tijdens de openingsceremonie. Hij plaatste zich niet voor de finale, doordat hij in de kwalificatieronde geen geldige poging produceerde.
In het najaar van 2014 kondigde Saladino het einde van zijn atletiekloopbaan aan.

## Titels
- Olympisch kampioen verspringen - 2008
- Wereldkampioen verspringen - 2007
- Ibero-Amerikaans kampioen verspringen - 2006

## Persoonlijke records
| Onderdeel             | Prestatie   | Datum            | Plaats  |
| --------------------- | ----------- | ---------------- | ------- |
| verspringen (outdoor) | 8,73 m (AR) | 24 mei 2008      | Hengelo |
| verspringen (indoor)  | 8,42 m (AR) | 13 februari 2008 | Peanía  |

## Palmares
Kampioenschappen
- 2002: 10e kwal. WK U20 - 7,30 m
- 2003:  Zuid-Amerikaanse kamp - 7,46 m
- 2004: 18e in kwal. OS - 7,42 m
- 2005: 6e WK - 8,20 m
- 2006:  WK indoor - 8,29 (AR)
- 2006:  Ibero-Amerikaanse kamp. - 8,42 m (AR)
- 2006:  Centraal-Amerikaanse en Caribische Spelen - 8,29 m
- 2006:  Wereldatletiekfinale - 8,41 m
- 2006:  Wereldbeker - 8,26 m
- 2007:  Pan-Amerikaanse Spelen - 8,28 m
- 2007:  WK - 8,57 m (AR)
- 2008:  FBK Games - 8,73 m (AR)
- 2008:  OS - 8,34 m
- 2009: NM WK
- 2010: 6e in kwal. WK indoor - 7,80 m
- 2010:  Centraal-Amerikaanse Spelen - 8,19 m
- 2011: 11e in kwal. WK - 7,84 m
- 2012: NM in kwal. OS
- 2013:  Centraal-Amerikaanse Spelen - 7,99 m

Golden League-podiumplekken
- 2006:  Bislett Games – 8,53 m
- 2006:  Meeting Gaz de France – 8,29 m
- 2006:  Golden Gala – 8,45 m
- 2006:  Weltklasse Zürich – 8,36 m
- 2006:  Memorial Van Damme – 8,31 m
- 2006:  ISTAF – 8,35 m
- 2008:  Golden Gala – 8,30 m
- 2008:  Meeting Gaz de France – 8,31 m
- 2009:  Golden Gala – 8,27 m

Diamond League-podiumplekken
- 2010:  Golden Gala – 8,13 m
- 2010:  Prefontaine Classic – 8,46 m
- 2010:  British Grand Prix – 7,96 m
- 2011:  Meeting Areva – 8,40 m
- 2011:  DN Galan – 8,19 m
- 2012:  Herculis – 8,16 m

1896: Ellery Clark ·
1900: Alvin Kraenzlein ·
1904: Meyer Prinstein ·
1908: Frank Irons ·
1912: Albert Gutterson ·
1920: William Petersson ·
1924: William DeHart Hubbard ·
1928: Ed Hamm ·
1932: Ed Gordon ·
1936: Jesse Owens ·
1948: Willie Steele ·
1952: Jerome Biffle ·
1956: Greg Bell ·
1960: Ralph Boston ·
1964: Lynn Davies ·
1968: Bob Beamon ·
1972: Randy Williams ·
1976: Arnie Robinson ·
1980: Lutz Dombrowski ·
1984: Carl Lewis ·
1988: Carl Lewis ·
1992: Carl Lewis ·
1996: Carl Lewis ·
2000: Iván Pedroso ·
2004: Dwight Phillips ·
2008: Irving Saladino ·
2012: Greg Rutherford ·
2016: Jeff Henderson ·
2020: Miltiadis Tentoglou ·
2024: Miltiadis Tentoglou
1983 Carl Lewis ·
1987 Carl Lewis ·
1991 Mike Powell ·
1993 Mike Powell ·
1995 Iván Pedroso ·
1997 Iván Pedroso ·
1999 Iván Pedroso ·
2001 Iván Pedroso ·
2003 Dwight Phillips ·
2005 Dwight Phillips ·
2007 Irving Saladino ·
2009 Dwight Phillips ·
2011 Dwight Phillips ·
2013 Aleksandr Menkov ·
2015 Greg Rutherford ·
2017: Luvo Manyonga ·
2019: Tajay Gayle ·
2022: Wang Jianan ·
2023: Miltiadis Tentoglou